# معماری شناختی
معماری شناختی (به انگلیسی: Cognitive architecture) هم‌زمان هم به یک نظریه دربارهٔ ساختار ذهن انسان و هم به پیاده‌سازی محاسباتیِ چنین نظری‌هایی در حوزه‌های هوش مصنوعی و علوم شناختی محاسباتی اشاره می‌کند. این مدل‌های رسمیت‌یافته، می‌توانند برای اصلاح بیشتر نظریه‌های فراگیر شناخت به کار روند و به عنوان چارچوبی برای برنامه‌های کارآمدتر هوش مصنوعی عمل کنند. از جمله معماری‌های شناختی موفق می‌توان به ای‌سی‌تی-آر (Adaptive Control of Thought – Rational) و سوآر اشاره کرد. پژوهش دربارهٔ معماری‌های شناختی به عنوان پیاده‌سازی‌های نرم‌افزاریِ نظریه‌های شناختی در سال ۱۹۹۰ توسط آلن نیوول آغاز شد.
مؤسسه تکنولوژی‌های خلاق معماری شناختی را این‌گونه تعریف می‌کند: «یک فرضیه دربارهٔ ساختارهای ثابتی که یک ذهن (طبیعی یا مصنوعی) را تشکیل می‌دهند و همچنین چگونگی همکاری آن‌ها با دانش و مهارت‌های تجسم‌یافته در درون معماری، برای ایجاد رفتار هوشمندانه در مجموعه‌های متنوعی از محیط‌های پیچیده.»

## تاریخچه
هربرت ال. سیمون یکی از پایه‌گذاران حوزه هوش مصنوعی، بیان کرد که رساله سال ۱۹۶۰ دانشجویش ادوارد فاین‌باوم، دربارهٔ «ادراک و حفظکننده ابتدایی» (EPAM) یک «معماری برای شناخت» را ارائه داده بود؛ زیرا که برخی ملزومات و روش همکاری بخش‌های بنیادین ذهن انسان مطرح می‌کرد (در مورد ادراک و حفظکننده ابتدایی، حافظه انسان و یادگیری انسان).
جان آر. اندرسون تحقیقات خود دربارهٔ حافظه انسان را در اوایل دهه ۱۹۷۰ آغاز کرد و رساله سال ۱۹۷۳ او با همکاری گوردون اچ. باور، نظریه‌ای دربارهٔ حافظه تداعی‌گرای انسان ارائه داد. او جنبه‌های بیشتری از پژوهش‌های خود دربارهٔ حافظه بلندمدت و فرایندهای تفکر را در این پژوهش گنجاند و در نهایت یک معماری شناختی ارائه داد که آن را ای‌سی‌تی-آر (کنترل تطبیقی فکر - منطقی) نامید. او و دانشجویانش از کاربرد اصطلاح «معماری شناختی» توسط آلن نیوول تأثیر گرفتند. در آن زمان پیاده‌سازی کاملی از ای‌سی‌تی وجود نداشت و آزمایشگاه اندرسون اصطلاح «معماری شناختی» را برای اشاره به نظریه ای‌سی‌تی در قالب مجموع‌های از مقالات و طراحی‌ها به کار می‌برد.
در سال ۱۹۸۳، جان آر. اندرسون یک اثر علمی مهم در این زمینه را با عنوان معماری شناخت منتشر کرد. می‌توان و می‌بایست میان نظریه شناخت و پیاده‌سازی آن نظریه تمایز قائل شد. نظریه شناخت، ساختار بخش‌های مختلف ذهن را شرح می‌دهد و بر استفاده از قواعد، شبکه‌های تداعی‌گر، و سایر جنبه‌ها تأکید می‌کند. معماری شناختی، این نظریه را بر روی رایانه پیاده‌سازی می‌کند. نرم‌افزاری که برای پیاده‌سازی معماری‌های شناختی به کار می‌رود نیز «معماری شناختی» نامیده می‌شود. از این رو، معماری شناختی می‌تواند به مثابه طرحی برای عامل هوشمند در نظر گرفته شود که فرایندهای محاسبات (مصنوعی) را پیشنهاد می‌کند و مانند برخی سامانه‌های شناختی عمل می‌کند. اغلب، این فرایندها بر پایه شناخت انسان طراحی می‌شوند، اما دیگر هوش‌های ممکن را هم می‌توانند شامل شود. معماری‌های شناختی بخشی از زیرمجموعه‌های معماری عاملهای عمومی هستند. اصطلاح «معماری» دلالت دارد بر رویکردی که نه تنها رفتار، بلکه ویژگی‌های ساختاری سامانه مدنظر را نیز مدل می‌کند.

## تفکیک
معماری‌های شناختی می‌توانند نمادین، پیوندگرا یا ترکیبی باشند. برخی معماری‌ها یا مدل‌های شناختی بر مجموعه‌ای از قواعد کلی مبتنی هستند، مانند زبان پردازش داده‌ها (مثلاً سوآر، که بر پایه نظریه یکپارچه شناخت است، یا به‌طور مشابه ای‌سی‌تی-آر). بسیاری از این معماری‌ها بر این اصل استوارند که شناخت، نوعی فرایند محاسباتی است (مراجعه کنید به محاسبه‌گرایی). ولی در مقابل، در نظریه پردازش زیرنمادین به هیچ عنوان پیش‌فرض «پیشینی» را مد نظر نمی‌گیرد و تنها بر ویژگی‌های برآیش در واحدهای پردازش (مثلاً گره‌ها ) متکی است. معماری‌های ترکیبی مانند کلاریون (معماری شناختی) هر دو نوع پردازش را با هم ترکیب می‌کنند.
روش دیگر تفکیک معماری‌های بر پایه آن است که آیا معماری متمرکز است (هسته‌های مانند پردازنده‌ی عصبی در مرکز آن دارد)، یا غیرمتمرکز (توزیع‌شده). معماری‌های غیرمتمرکز تحت عنوان پردازش توزیع‌شده موازی و اتصال‌گرایی در اواسط دهه ۱۹۸۰ محبوب شدند که نمونه برجسته آن شبکه عصبی است. موضوع طراحی دیگری که در نظر گرفته می‌شود، انتخاب میان ساختار کلی‌نگر یا ذره‌گرایانه، یا به‌طور مشخص‌تر، ساختار ماژولار است.
در هوش مصنوعی سنتی، هوش به صورت یک فرایند از بالا به پایین برنامه‌نویسی می‌شود. هرچند چنین سیستمی ممکن است برای یادگیری ماشینی طراحی شود، در نهایت برنامه‌نویس باید هوش خود را در آن بگنجاند. از سوی دیگر، رایانش مبتنی بر زیست رویکردی از پایین به بالا دارد و غیرمتمرکز است؛ اغلب در روش‌های الهام‌گرفته از زیست‌شناسی، تنها مجموعه‌ای از قواعد عمومی ساده یا مجموعه‌ای از گره‌های ساده را تعریف می‌کنند که از تعامل میان آن‌ها، رفتار کلی سر برمی‌آورد؛ با این هدف که با انباشته شدن پیچیدگی، در نهایت سامانه‌های بسیار پیچیده پدیدار شود (نگاه کنید به سیستم‌های پیچیده). هرچند می‌توان گفت سامانه‌هایی که بر پایه مشاهده توانایی‌های انسان و حیوانات طراحی شده‌اند نیز (به جای مشاهده مکانیسم‌های مغز) به شیوه دیگری از زیست‌شناسی الهام گرفته‌اند.

## نمونه‌های مهم
برخی از شناخته‌شده‌ترین معماری‌های شناختی (به ترتیب الفبا):
| نام                                                   | توضیحات |
| ----------------------------------------------------- | --- |
| 4CAPS                                                 | در دانشگاه کارنگی ملون توسط مارسل جاست و Sashank Varma توسعه یافته است. |
| 4D-RCS Reference Model Architecture                   | توسط جیمز آلبوس در NIST به‌عنوان معماری مدل مرجع توسعه‌یافته و پایه نظری برای طراحی، مهندسی و یکپارچه‌سازی نرم‌افزار سامانه‌های هوشمند در خودرو زمینی بدون سرنشین ارائه می‌کند. |
| ACT-R                                                 | در دانشگاه کارنگی ملون تحت هدایت جان رابرت اندرسون توسعه یافته است. |
| Extended Artificial Memory                            | در دانشگاه فنی کایزرسلاوترن تحت هدایت لارس لودویگ توسعه یافته است. |
| ASMO                                                  | توسط Rony Novianto, Mary-Anne Williams و بنجامین جانستون در دانشگاه فناوری سیدنی توسعه یافته است. این معماری شناختی مبتنی بر ایده‌ای است که در آن کنش‌ها/رفتارها برای دستیابی به منابع عامل رقابت می‌کنند. |
| CHREST                                                | توسط فرنان گوبه در دانشگاه برونل لندن و Peter C. Lane در دانشگاه هرتفوردشر توسعه یافته است. |
| کلاریون                                               | این معماری شناختی توسط ران سان در مؤسسه پلی‌تکنیک رنسلیر و دانشگاه میزوری توسعه یافته است. |
| CMAC                                                  | کنترل‌کننده مبتنی بر مدل مخچه (اختصاری CMAC) نوعی شبکه عصبی است که بر پایه مدل مخچه در پستانداران طراحی شده. این روش نوعی حافظه تداعی‌گر است. در ابتدا در سال ۱۹۷۵ توسط جیمز آلبوس برای مدل‌سازی توابع در کنترل‌گرهای روباتیک مطرح شد و به صورت گسترده در یادگیری تقویتی و دسته‌بندی در یادگیری ماشینی مورد استفاده قرار گرفته است. |
| Copycat                                               | توسط داگلاس هافستدر و ملانی میچل در دانشگاه ایندیانا توسعه یافته است. |
| DAYDREAMER                                            | توسط اریک مولر در دانشگاه کالیفرنیا در لس‌آنجلس تحت نظر مایکل جی. دایر توسعه یافته است. |
| DUAL                                                  | در دانشگاه نیو بلغاریا توسط بویچو کوکینوف توسعه یافته است. |
| FORR                                                  | توسط سوزان ال. اپستین در دانشگاه شهری نیویورک توسعه یافته است. |
| Framsticks                                            | یک معماری توزیع‌شده اتصال‌گرا برای موجودات شبیه‌سازی‌شده یا ربات‌ها است که در آن ماژول‌هایی از شبکه‌های عصبیِ متشکل از نورون‌های ناهمگن (شامل گیرنده‌ها و عملگرها) را می‌توان طراحی و تکامل داد. |
| دیپ‌مایند گوگل                                         | این شرکت یک شبکه عصبی را ساخته است که یادمی‌گیرد چگونه بازی‌های ویدئویی را به شیوه‌ای شبیه به انسان انجام دهد و احتمالاً همزمان می‌تواند به حافظه خارجی دسترسی داشته باشد، شبیه به ماشین تورینگ، که نتیجه‌اش سیستمی است که تا حدودی حافظه کوتاه‌مدت مغز انسان را شبیه‌سازی کند. الگوریتم زیربنایی آن بر پایه تلفیقی از کیو-یادگیری با یک شبکه عصبی بازگشتی چندلایه است. (به گزارش تحلیلی یورگن اشمیدهابر دربارهٔ کارهای مرتبط پیشین در یادگیری عمیق مراجعه کنید.)               |
| Holographic associative memory                        | این معماری جزو خانواده حافظه‌های تداعی‌گر مبتنی بر همبستگی است که در آن اطلاعات بر روی فاز اعداد مختلط روی یک صفحه ریمان نگاشته می‌شوند. این ایده از مدل هولونیک مغز که توسط کارل اچ. پریبرام ارائه شده، الهام گرفته شده است. نشان داده شده که هولوگراف‌ها در وظایف حافظه تداعی‌گر، تعمیم و تشخیص الگو با توجه‌پذیری قابل تغییر، کارآمد هستند. |
| Hierarchical temporal memory                          | این معماری مدلی در یادگیری ماشینی برخط است که توسط جف هاوکینز و دیلیپ جرج در شرکت Numenta, Inc. توسعه یافته و برخی ویژگی‌های ساختاری و الگوریتمی نئوکورتکس را مدل می‌کند. HTM یک مدل زیست‌الهام براساس نظریه پیش‌بینی-حافظه عملکرد مغز است که جف هاوکینز در کتاب در باب هوش شرح داده. HTM روشی برای کشف و استنباط علل سطح بالای الگوها و توالی‌های ورودی مشاهدهشده است و در نتیجه مدلی فزاینده پیچیده از جهان می‌سازد.                                                       |
| CoJACK                                                | افزون‌های الهام‌گرفته از ACT-R برای سامانه چندعاملیِ عامل هوشمند جک که یک معماری شناختی به عامل‌ها می‌افزاید تا در محیط‌های مجازی رفتارهایی واقع‌گرایانه‌تر (شبیه به انسان) داشته باشند. |
| IDA و LIDA                                            | پیاده‌سازیِ Global Workspace Theory، توسعه‌یافته توسط اِستن فرانکلین در دانشگاه ممفیس. |
| MANIC (Cognitive Architecture)                        | توسط مایکل اس. گشلر در دانشگاه آرکانزاس توسعه یافته است. |
| PRS                                                   | «سیستم استدلال پروسه‌های»، توسط مایکل جورجف و اِیمی لنسکی در اس‌آرآی اینترنشنال توسعه یافته است. |
| Psi-Theory                                            | تحت نظر دیتریش دورنر در دانشگاه اتو-فریدریش در بامبرگ آلمان توسعه یافته است. |
| Spaun (Semantic Pointer Architecture Unified Network) | توسط کریس الیاسمیت در مرکز علوم نظری عصب‌شناختی در دانشگاه واترلو توسعه یافته است. Spaun شبکه‌ای از ۲٫۵ میلیون نورون اسپایکی مصنوعی است که از گروه‌هایی از این نورون‌ها برای انجام وظایف شناختی با هماهنگی انعطاف‌پذیر استفاده می‌کند. اجزای این مدل با استفاده از نورون‌های اسپایکی ارتباط برقرار می‌کنند که نمایش‌های عصبی به نام «اشاره‌گرهای معنایی» را با الگوهای مختلف شلیک پیاده‌سازی می‌کنند. اشاره‌گرهای معنایی را می‌توان عناصری از یک فضای برداری عصبی فشرده در نظر گرفت. |
| سوآر                                                  | توسط آلن نیوول و جان لرد در دانشگاه کارنگی ملون و دانشگاه میشیگان توسعه یافته است. |
| Society of Mind                                       | توسط ماروین مینسکی مطرح شده است. |
| The Emotion Machine                                   | توسط ماروین مینسکی ارائه شده است. |
| Sparse distributed memory                             | توسط پنتی کانروا در مرکز تحقیقاتی ایمز ناسا به‌عنوان یک معماری قابل پیاده‌سازی که می‌تواند الگوهای بزرگ را ذخیره کند و بر اساس تطابق جزئی با الگوهای ورودی حسی فعلی آن‌ها را بازیابی نماید، پیشنهاد شد. |
| Subsumption architectures                             | توسط رادنی بروکس توسعه یافته‌اند (هرچند تردید هست که آیا واقعاً «شناختی» تلقی می‌شوند). |